# Liste des œuvres d'art des Côtes-d'Armor
 (février 2022).
Cet article vise à recenser les œuvres d'art dans l'espace public des Côtes-d'Armor, en France.

## Liste
Les œuvres sont classées par ordre alphabétique de communes et, au sein de celles-ci, par ordre chronologique d'installation, dans la mesure des informations disponibles.

### Sculptures
| Œuvre                                                             | Auteur                          | Commune             | Localisation | Notes | Installation | Coordonnées                        | Illustration |
| ----------------------------------------------------------------- | ------------------------------- | ------------------- | --- | --- | ------------ | ---------------------------------- | --- |
| Buste de la République,                                           | R. Lucas                        | Belle-Isle-en-Terre | Place de la République | L'original en bronze de 1910 est fondu sous le régime de Vichy, dans le cadre de la mobilisation des métaux non ferreux. | 1964         | à géolocaliser                     | Image manquante |
| Statue de Bertrand du Guesclin                                    | Patrick Berthaud                | Broons              | Sur la place Duguesclin, devant le portail de l'église Saint-Pierre                                                               | Représente Bertrand du Guesclin. Remplace les originales de Dominique Molknecht et de Francis Guinard vandalisées et détruites.                                                                                              | 2019         | 48° 19′ 03″ nord, 2° 15′ 43″ ouest | Statue de Bertrand du Guesclin |
| Colonne du Guesclin                                               | À déterminer                    | Broons              | Approximativement à l'emplacement du château natal de du Guesclin                                                                 | | 1841         | à géolocaliser                     | Colonne du Guesclin |
| Statue de l'étalon Naous                                          | Georges Guyot                   | Callac              | Sur la place Jean Auffret, à l'intersection de la rue du Docteur Quéré (RD 28) et de la rue du Cleumeur (RD 11), près de la Poste | | 1958         | 48° 24′ 15″ nord, 3° 25′ 39″ ouest | Statue de l'étalon Naous |
| Anou ougouzouloulan                                               | Amouta Ouma Ouma                | Cavan               | Vallée du Ru | | 2008         | à géolocaliser                     | Image manquante |
| L'Arbre à Ô                                                       | Philippe Ongena                 | Cavan               | Vallée du Ru | | 2004         | à géolocaliser                     | Image manquante |
| L'Arme de pierre                                                  | Kito                            | Cavan               | Vallée du Ru | | 1999         | à géolocaliser                     | Image manquante |
| Cabhan                                                            | Alison Bole                     | Cavan               | Vallée du Ru | | 2008         | à géolocaliser                     | Image manquante |
| Le Chemin de la méditation                                        | Patrice Le Guen                 | Cavan               | Vallée du Ru | | 2008         | à géolocaliser                     | Image manquante |
| Chouette                                                          | Peter Alfaenger                 | Cavan               | Vallée du Ru | | 1997         | à géolocaliser                     | Image manquante |
| La Chouette de Cavan                                              | Guy Roussel                     | Cavan               | Vallée du Ru | | 1998         | à géolocaliser                     | Image manquante |
| Elementa                                                          | Philippe Le Ray                 | Cavan               | Vallée du Ru | | 2008         | à géolocaliser                     | Image manquante |
| Ernée                                                             | Joey Burns                      | Cavan               | Vallée du Ru | | 2004         | à géolocaliser                     | Image manquante |
| Évanescence                                                       | Maridée                         | Cavan               | Vallée du Ru | | 2004         | à géolocaliser                     | Image manquante |
| La Goutte d'eau pure                                              | Melen Gibout                    | Cavan               | Vallée du Ru | | 2004         | à géolocaliser                     | Image manquante |
| Les Ibis                                                          | David Puech                     | Cavan               | Vallée du Ru | | 1998         | à géolocaliser                     | Image manquante |
| Impression de soleil levant                                       | Ryszard Szmyt                   | Cavan               | Vallée du Ru | | 2004         | à géolocaliser                     | Image manquante |
| Loutre                                                            | Erwan Ollivier-Henry            | Cavan               | Vallée du Ru | | 2004         | à géolocaliser                     | Image manquante |
| Molécule d'eau                                                    | Claude Le Luherne               | Cavan               | Vallée du Ru | | 2004         | à géolocaliser                     | Image manquante |
| Naissance et Ascension de l'homme à travers la matière            | Yann Chancerel                  | Cavan               | Vallée du Ru | | 2001         | à géolocaliser                     | Image manquante |
| Ô-give krommetten                                                 | Olivier Humier                  | Cavan               | Vallée du Ru | | 2008         | à géolocaliser                     | Image manquante |
| Passage                                                           | Kasik Gasior                    | Cavan               | Vallée du Ru | | 2007         | à géolocaliser                     | Image manquante |
| Pénombre                                                          | Yves De Araujo                  | Cavan               | Vallée du Ru | | 1997         | à géolocaliser                     | Image manquante |
| Le Rêve de tout homme                                             | Michadu                         | Cavan               | Vallée du Ru | | 2008         | à géolocaliser                     | Image manquante |
| La Source                                                         | Sadok Touil                     | Cavan               | Vallée du Ru | | 2004         | à géolocaliser                     | Image manquante |
| Supplication                                                      | Kito                            | Cavan               | Vallée du Ru | | 1999         | à géolocaliser                     | Image manquante |
| Tendresse                                                         | David Puech                     | Cavan               | Vallée du Ru | | 1998         | à géolocaliser                     | Image manquante |
| Tendresse - Autorité - Mutation                                   | Yvon Ollivier-Henry             | Cavan               | Vallée du Ru | | 2000         | à géolocaliser                     | Image manquante |
| Triskell                                                          | Kasik Gasior                    | Cavan               | Vallée du Ru | | 2007         | à géolocaliser                     | Image manquante |
| Tri-Umphant                                                       | Milosz Piotrowski               | Cavan               | Vallée du Ru | | 2008         | à géolocaliser                     | Image manquante |
| Vers le soleil                                                    | Bernard San Miguel              | Cavan               | Vallée du Ru | | 2008         | à géolocaliser                     | Image manquante |
| Statue équestre de Bertrand du Guesclin,                          | Emmanuel Frémiet                | Dinan               | Place Duguesclin | Représente Bertrand du Guesclin. | 1902         | 48° 27′ 08″ nord, 2° 02′ 39″ ouest | Statue équestre de Bertrand du Guesclin |
| Buste de Charles Rolland Néel de La Vigne,                        | Hippolyte Maindron              | Dinan               | Dans le jardin anglais | Représente Charles Rolland Néel de La Vigne. | 1865         | à géolocaliser                     | Buste de Charles Rolland Néel de La Vigne« Monument à Charles Néel de La Vigne à Dinan », sur À nos grands hommes,(en) « Buste de Charles Rolland Néel de La Vigne à Dinan », sur René et Peter van der Krogt                                                         |
| Sans titre                                                        | Geneviève Asse et Olivier Debré | Lamballe            | Collégiale Notre-Dame | | 2011         | 48° 28′ 16″ nord, 2° 30′ 45″ ouest | Image manquante |
| Monument aux marins-pêcheurs des forces navales françaises libres | À déterminer                    | Paimpol             | À déterminer | | À déterminer | à géolocaliser                     | Image manquante |
| Monument à Théodore Botrel,                                       | Pierre Lenoir                   | Paimpol             | Sur la place de Verdun | Représente Théodore Botrel. | 1928         | à géolocaliser                     | Image manquante |
| Buste d'Armand Dayot,                                             | Roger Prat                      | Paimpol             | 11 rue Nicolas Armez | Représente Armand Dayot. L'original en bronze réalisé en 1937 par Jean Boucher est fondu sous le régime de Vichy, dans le cadre de la mobilisation des métaux non ferreux.                                                   | 1956         | à géolocaliser                     | Image manquante |
| Statue de la Vierge à l'enfant                                    | Maison Raffl                    | Pléneuf-Val-André   | Dans le square Chanoine Jaffrain                                                                                                  | | À déterminer | à géolocaliser                     | Image manquante |
| Buste de François-Marie Luzel                                     | Jean Boucher                    | Plouaret            | Sur la place de l'église, devant la mairie                                                                                        | Représente François-Marie Luzel. | 1906         | 48° 36′ 42″ nord, 3° 28′ 24″ ouest | Buste de François-Marie Luzel |
| Multiples                                                         | Kito                            | Plouézec            | 5 pointe de Bilfot | | À déterminer | à géolocaliser                     | Image manquante |
| Buste de Jean-Louis Hamon                                         | Frédéric Hexamer (es)           | Plouha              | Dans le collège Jean-Louis Hamon, rue de Dixmude                                                                                  | Représente Jean-Louis Hamon. | 1906         | à géolocaliser                     | Image manquante |
| Anishnabe Manitoumaqua                                            | J-Bisson                        | Ploumanac'h         | Parc des sculptures | | À déterminer | à géolocaliser                     | Image manquante |
| L'Ankou                                                           | François Breton                 | Ploumanac'h         | Parc des sculptures | | À déterminer | à géolocaliser                     | Image manquante |
| La Colline et la Crique                                           | Tatsumi Sakaï                   | Ploumanac'h         | Parc des sculptures | | À déterminer | à géolocaliser                     | Image manquante |
| Dahud                                                             | Patrice Le Guen                 | Ploumanac'h         | Parc des sculptures | | À déterminer | à géolocaliser                     | Image manquante |
| Distant View                                                      | Tatsumi Sakaï                   | Ploumanac'h         | Parc des sculptures | | À déterminer | à géolocaliser                     | Image manquante |
| Éclosion                                                          | Seenu                           | Ploumanac'h         | Parc des sculptures | | À déterminer | à géolocaliser                     | Image manquante |
| Le Fauteuil                                                       | David Puech                     | Ploumanac'h         | Parc des sculptures | | À déterminer | à géolocaliser                     | Image manquante |
| Femme Fleur                                                       | Wattel                          | Ploumanac'h         | Parc des sculptures | | À déterminer | à géolocaliser                     | Image manquante |
| La Fragilité du dialogue, de l'infini à Rouzic                    | Viorel Énache                   | Ploumanac'h         | Parc des sculptures | | À déterminer | à géolocaliser                     | Image manquante |
| He aroma nui                                                      | Renate Verbrugge                | Ploumanac'h         | Parc des sculptures | | À déterminer | à géolocaliser                     | Image manquante |
| L'Homme de granit                                                 | Pierre Székely                  | Ploumanac'h         | Parc des sculptures | | À déterminer | à géolocaliser                     | Image manquante |
| Madame et son chien                                               | Joseph Visy                     | Ploumanac'h         | Parc des sculptures | | À déterminer | à géolocaliser                     | Image manquante |
| Menhir II                                                         | Marc Simon                      | Ploumanac'h         | Parc des sculptures | | À déterminer | à géolocaliser                     | Image manquante |
| Mère à l'enfant                                                   | François Breton                 | Ploumanac'h         | Parc des sculptures | | À déterminer | à géolocaliser                     | Image manquante |
| Nu primitif                                                       | Pierre Székely                  | Ploumanac'h         | Parc des sculptures | | À déterminer | à géolocaliser                     | Image manquante |
| Passage                                                           | Jean-Yves Ménez                 | Ploumanac'h         | Parc des sculptures | | À déterminer | à géolocaliser                     | Image manquante |
| Le Repos du tailleur                                              | Patrice Le Guen                 | Ploumanac'h         | Parc des sculptures | | À déterminer | à géolocaliser                     | Image manquante |
| Le Sculpteur et sa Création                                       | Shelomo Selinger                | Ploumanac'h         | Parc des sculptures | | À déterminer | à géolocaliser                     | Image manquante |
| La Vie au soleil                                                  | Hervé Quéré                     | Ploumanac'h         | Parc des sculptures | | À déterminer | à géolocaliser                     | La Vie au soleil |
| Jardin minéral                                                    | Tetsuo Harada                   | Saint-Brieuc        | Hôtel des impôts | | 1989         | à géolocaliser                     | Image manquante |
| Buste de Charles Baratoux,                                        | Élie Le Goff                    | Saint-Brieuc        | Place Baratoux | L'original de 1907 réalisé par Jean Boucher est fondu sous le régime de Vichy, dans le cadre de la mobilisation des métaux non ferreux.                                                                                      | 1949         | à géolocaliser                     | Image manquante |
| Buste d'Auguste de Villiers de L'Isle-Adam                        | Élie Le Goff                    | Saint-Brieuc        | Près de l'entrée sud du parc des Promenades                                                                                       | Représente Auguste de Villiers de L'Isle-Adam. | 1914         | à géolocaliser                     | Image manquante |
| Buste du docteur Jules Rochard,                                   | À déterminer                    | Saint-Brieuc        | Rond-point du docteur Rochard | Représente Jules Rochard. L'original de 1900 en bronze et l'allégorie féminine devant le piédestal, réalisés par Louis Breitel sont fondus sous le régime de Vichy, dans le cadre de la mobilisation des métaux non ferreux. | 1981         | à géolocaliser                     | Buste du docteur Jules Rochard« Monument au docteur Rochard à Saint-Brieuc », sur À nos grands hommes,« Monument au docteur Rochard à Saint-Brieuc », sur e-monumen,(en) « Monument au docteur Jules Eugène Rochard à Saint-Brieuc », sur René et Peter van der Krogt |
| Monument à Aristide Briand,                                       | Armel Beaufils                  | Trébeurden          | Trozoul, rue Pors-Termen | Également appelé La Pierre du souvenir. | 1933         | à géolocaliser                     | Image manquante |
| Statue d'Ernest Renan,                                            | Jean Boucher                    | Tréguier            | Sur la place du Martray | Représente Ernest Renan. | 1903         | 48° 47′ 14″ nord, 3° 13′ 52″ ouest | Statue d'Ernest Renan |

### Monuments aux morts
| Œuvre                                                               | Auteur                                                       | Commune              | Localisation | Notes                              | Installation | Coordonnées                        | Illustration |
| ------------------------------------------------------------------- | ------------------------------------------------------------ | -------------------- | --- | ---------------------------------- | ------------ | ---------------------------------- | --- |
| Le Poilu victorieux (monument aux morts)                            | Copie d'après Eugène Bénet                                   | Bourbriac            | À déterminer |                                    | À déterminer | à géolocaliser                     | Le Poilu victorieux (monument aux morts)                                                                            |
| Monument aux morts                                                  | À déterminer                                                 | Callac               | Sur la place de l'Église, à l'intersection de la rue de l'Église et de la rue du Cleumeur (RD 11), près de l'église Saint-Laurent |                                    | À déterminer | 48° 24′ 17″ nord, 3° 25′ 38″ ouest | Monument aux morts de Callac                                                                                        |
| Poilu au repos (monument aux morts)                                 | Copie d'après Étienne Camus                                  | Carnoët              | À côté de l'église Saint-Pierre-et-Saint-Paul                                                                                     |                                    | À déterminer | 48° 22′ 03″ nord, 3° 31′ 14″ ouest | Monument aux morts de Carnoët                                                                                       |
| Poilu au repos (monument aux morts)                                 | Copie d'après Étienne Camus                                  | Caulnes              | Intersection de la rue de la gare (RD 766) et de la rue de l'hôpital                                                              |                                    | À déterminer | 48° 17′ 14″ nord, 2° 09′ 16″ ouest | Image manquante |
| Poilu écrasant l'aigle allemand (d) (monument aux morts)            | Copie d'après Charles-Henri Pourquet                         | Corlay               | À déterminer |                                    | À déterminer | à géolocaliser                     | Image manquante |
| Monument aux morts,                                                 | Arthur Guéniot                                               | Dinan                | Place du maréchal Leclerc |                                    | 1921         | 48° 27′ 22″ nord, 2° 02′ 57″ ouest | Monument aux morts de Dinan                                                                                         |
| Monument aux morts de la guerre d'Indochine                         | À déterminer                                                 | Dinan                | Route de Dinard |                                    | 2000         | à géolocaliser                     | Monument aux morts de la guerre d'Indochine                                                                         |
| Monument aux morts de la Résistance                                 | À déterminer                                                 | Dinan                | Place du maréchal Leclerc |                                    | À déterminer | 48° 27′ 22″ nord, 2° 02′ 57″ ouest | Monument aux morts de la Résistance de Dinan                                                                        |
| Monument aux morts                                                  | À déterminer                                                 | Éréac                | À déterminer |                                    | À déterminer | à géolocaliser                     | Monument aux morts                                                                                                  |
| En avant (monument aux morts)                                       | Copie d'après Paul Henri Graf                                | Fréhel               | À déterminer |                                    | 1923         | à géolocaliser                     | En avant (monument aux morts)                                                                                       |
| Poilu au repos (monument aux morts)                                 | Copie d'après Étienne Camus                                  | Gomené               | Au bord de la rue du Porhoët (RD 22), devant le cimetière                                                                         |                                    | À déterminer | à géolocaliser                     | Image manquante |
| Poilu à l'écu (d) (monument aux morts)                              | Copie d'après Union internationale artistique de Vaucouleurs | Goudelin             | À côté de l'église Saint-Pierre                                                                                                   |                                    | À déterminer | à géolocaliser                     | Poilu à l'écu (d) (monument aux morts)                                                                              |
| Monument aux morts                                                  | Hippolyte Marius Galy                                        | Guingamp             | À déterminer |                                    | 1924         | à géolocaliser                     | Monument aux morts                                                                                                  |
| Poilu au repos (monument aux morts)                                 | Copie d'après Étienne Camus                                  | Gurunhuel            | Dans le cimetière, à côté de l'église Notre-Dame                                                                                  |                                    | À déterminer | 48° 30′ 55″ nord, 3° 17′ 56″ ouest | Monument aux morts de Gurunhuel                                                                                     |
| Poilu écrasant l'aigle allemand (d) (monument aux morts)            | Copie d'après Charles-Henri Pourquet                         | La Chapelle-Neuve    | À côté de l'église Notre-Dame-de-la-Pitié                                                                                         |                                    | 1922         | à géolocaliser                     | Poilu écrasant l'aigle allemand (d) (monument aux morts)                                                            |
| Statue de Jeanne d'Arc (monument aux morts)                         | Yves Hernot                                                  | Langoat              | À déterminer | Représente Jeanne d'Arc.           | À déterminer | à géolocaliser                     | Statue de Jeanne d'Arc (monument aux morts)                                                                         |
| Poilu au repos (monument aux morts)                                 | Copie d'après Étienne Camus                                  | Langueux             | Au bord de la rue de Brest (RD 712), à côté de l'église Saint-Pierre-et-Saint-Paul                                                |                                    | 1921         | 48° 29′ 43″ nord, 2° 43′ 00″ ouest | Monument aux morts de Langueux                                                                                      |
| Monument aux morts                                                  | À déterminer                                                 | Lanmeur              | Dans le cimetière |                                    | À déterminer | à géolocaliser                     | Monument aux morts                                                                                                  |
| Monument aux morts                                                  | Louis Hernot                                                 | Lannion              | Sur la place du Marc'hallac'h |                                    | À déterminer | à géolocaliser                     | Monument aux morts                                                                                                  |
| Poilu au repos (monument aux morts)                                 | Copie d'après Étienne Camus                                  | Lanrelas             | Au bord de la RD 46 |                                    | À déterminer | 48° 15′ 11″ nord, 2° 17′ 40″ ouest | Monument aux morts de Lanrelas                                                                                      |
| Monument aux morts                                                  | À déterminer                                                 | Le Gouray            | À côté de l'église Saint-Étienne                                                                                                  |                                    | À déterminer | à géolocaliser                     | Monument aux morts                                                                                                  |
| La Résistance (monument aux morts)                                  | Copie d'après Charles-Henri Pourquet                         | Le Vieux-Bourg       | À déterminer |                                    | À déterminer | à géolocaliser                     | Image manquante |
| Monument aux morts                                                  | À déterminer                                                 | Le Vieux-Marché      | À déterminer |                                    | À déterminer | à géolocaliser                     | Monument aux morts                                                                                                  |
| Poilu mourant (d) (monument aux morts)                              | Copie d'après Jules Déchin                                   | Lézardrieux          | Rue de la Libération, derrière l'église                                                                                           | Érigé en face de l'église en 1921. | À déterminer | à géolocaliser                     | Poilu mourant (d) (monument aux morts)                                                                              |
| Poilu écrasant l'aigle allemand (d) (monument aux morts)            | Copie d'après Charles-Henri Pourquet                         | Louargat             | À déterminer |                                    | À déterminer | à géolocaliser                     | Poilu écrasant l'aigle allemand (d) (monument aux morts)                                                            |
| Monuments aux morts                                                 | René Quillivic                                               | Loudéac              | À déterminer |                                    | 1922         | à géolocaliser                     | Monuments aux morts                                                                                                 |
| Le Poilu victorieux (monument aux morts)                            | Copie d'après Eugène Bénet                                   | Maël-Carhaix         | À déterminer |                                    | À déterminer | à géolocaliser                     | Image manquante |
| Monument aux morts                                                  | Baptiste Nicol                                               | Maël-Pestivien       | Intersection de la route de Kerien et de la route de Saint-Nicodème                                                               |                                    | À déterminer | à géolocaliser                     | Image manquante |
| Monument aux morts                                                  | Élie Le Goff                                                 | Merdrignac           | Rue Philippe Lemercier (RD 6), devant l'église                                                                                    |                                    | 1921         | à géolocaliser                     | Image manquante |
| Le Poilu mourant en défendant le Drapeau (monument aux morts)       | À déterminer                                                 | Mérillac             | À déterminer |                                    | À déterminer | à géolocaliser                     | Le Poilu mourant en défendant le Drapeau (monument aux morts)                                                       |
| Monument aux morts                                                  | André Vermare                                                | Paimpol              | Dans le cimetière |                                    | 1922         | à géolocaliser                     | Monument aux morts                                                                                                  |
| Monument aux morts                                                  | À déterminer                                                 | Paule                | À déterminer |                                    | À déterminer | à géolocaliser                     | Monument aux morts                                                                                                  |
| La jeune fille en prière (monument aux morts)                       | Charles-Henri Pourquet                                       | Pléhédel             | Sur la place de la Liberté, à côté de l'église                                                                                    |                                    | 1923         | à géolocaliser                     | Image manquante |
| Monument aux morts                                                  | Élie Le Goff                                                 | Plélo                | Au bord de la rue de la Solidarité (RD 79), à côté de l'église Saint-Pierre-et-Saint-Paul                                         |                                    | À déterminer | 48° 33′ 21″ nord, 2° 56′ 48″ ouest | Image manquante |
| Monument aux morts                                                  | Jean-Marie Colombel                                          | Pléneuf-Val-André    | Sur la place de Nantois |                                    | 1922         | à géolocaliser                     | Image manquante |
| Monument aux morts en mer                                           | Yves de Araujo et fils                                       | Plérin               | Sur la pointe du Roselier |                                    | 1981         | à géolocaliser                     | Image manquante |
| On ne passe pas (d) (monument aux morts)                            | Copie d'après Louis Maubert                                  | Pleslin-Trigavou     | Devant l'église Saint-Pierre |                                    | À déterminer | à géolocaliser                     | On ne passe pas (d) (monument aux morts)                                                                            |
| Poilu et Marin à l'écu (monument aux morts)                         | Copie d'après Union internationale artistique de Vaucouleurs | Pleubian             | À déterminer |                                    | À déterminer | à géolocaliser                     | Poilu et Marin à l'écu (monument aux morts)                                                                         |
| Monument aux morts en mer                                           | À déterminer                                                 | Pleumeur-Bodou       | Dans le hameaux de Penvern, sur la corniche de Gwas Treiz, rue de Penvern                                                         |                                    | À déterminer | à géolocaliser                     | Image manquante |
| Au mépris du danger (d) (monument aux morts)                        | Copie d'après Eugène Bénet                                   | Plévin               | À déterminer |                                    | À déterminer | à géolocaliser                     | Au mépris du danger (d) (monument aux morts)                                                                        |
| Poilu et Marin à l'écu (monument aux morts)                         | Copie d'après Union internationale artistique de Vaucouleurs | Plouguiel            | À côté de l'église Notre-Dame |                                    | À déterminer | à géolocaliser                     | Poilu et Marin à l'écu (monument aux morts)                                                                         |
| La France Victorieuse (d) et Poilu mourant (d) (monument aux morts) | Copie d'après Jules Déchin                                   | Ploumagoar           | À déterminer |                                    | 1923         | à géolocaliser                     | La France Victorieuse (d) et Poilu mourant (d) (monument aux morts)                                                 |
| Poilu au repos (monument aux morts)                                 | Copie d'après Étienne Camus                                  | Ploumilliau          | Devant l'église |                                    | À déterminer | à géolocaliser                     | Image manquante |
| Poilu au repos (monument aux morts)                                 | Copie d'après Étienne Camus                                  | Plounérin            | À côté de l'église |                                    | 1922         | à géolocaliser                     | Image manquante |
| Buste de poilu (monument aux morts)                                 | Copie d'après Eugène Bénet                                   | Plounévez-Quintin    | À côté de l'église |                                    | À déterminer | à géolocaliser                     | Buste de poilu (monument aux morts)« Monument aux morts de 1914-1918 à Plounévez-Quintin », sur À nos grands hommes |
| Monument aux morts                                                  | À déterminer                                                 | Pluzunet             | À côté de l'église Saint-Pierre                                                                                                   |                                    | À déterminer | à géolocaliser                     | Monument aux morts                                                                                                  |
| Poilu à l'écu (d) (monument aux morts)                              | Copie d'après Union internationale artistique de Vaucouleurs | Pommerit-Jaudy       | À côté du cimetière |                                    | À déterminer | à géolocaliser                     | Poilu à l'écu (d) (monument aux morts)                                                                              |
| Monument aux morts                                                  | Armel Beaufils                                               | Saint-Cast-le-Guildo | À déterminer |                                    | À déterminer | à géolocaliser                     | Image manquante |
| Poilu au repos (monument aux morts)                                 | Copie d'après Étienne Camus                                  | Saint-Jacut-du-Mené  | À côté de l'église |                                    | À déterminer | à géolocaliser                     | Poilu au repos (monument aux morts)                                                                                 |
| Monument aux morts                                                  | À déterminer                                                 | Tonquédec            | À côté de la collégiale Saint-Pierre                                                                                              |                                    | À déterminer | à géolocaliser                     | Monument aux morts                                                                                                  |
| Le Poilu victorieux (monument aux morts)                            | Copie d'après Eugène Bénet                                   | Trédarzec            | À déterminer |                                    | À déterminer | à géolocaliser                     | Le Poilu victorieux (monument aux morts)                                                                            |
| Monument aux morts                                                  | À déterminer                                                 | Trédias              | À déterminer |                                    | À déterminer | à géolocaliser                     | Monument aux morts                                                                                                  |
| Monument aux morts                                                  | À déterminer                                                 | Trégonneau           | Dans le cimetière |                                    | À déterminer | à géolocaliser                     | Monument aux morts                                                                                                  |
| Debout les Morts (monument aux morts)                               | Copie d'après Jules Pollacchi                                | Tressignaux          | À côté de l'église |                                    | À déterminer | à géolocaliser                     | Image manquante |
| Monument aux morts                                                  | À déterminer                                                 | Yvias                | Dans le cimetière, à côté de l'église Saint-Judoce                                                                                |                                    | À déterminer | à géolocaliser                     | Monument aux morts                                                                                                  |

### Monuments pour une bataille ou un événement
| Œuvre                                               | Auteur       | Commune              | Localisation      | Notes                                | Installation | Coordonnées                        | Illustration                                       |
| --------------------------------------------------- | ------------ | -------------------- | ----------------- | ------------------------------------ | ------------ | ---------------------------------- | -------------------------------------------------- |
| Colonne commémorative de la bataille de Saint-Cast, | À déterminer | Saint-Cast-le-Guildo | Rue de la Colonne | Commémore la bataille de Saint-Cast. | 1858         | 48° 37′ 44″ nord, 2° 15′ 33″ ouest | Colonne commémorative de la bataille de Saint-Cast |

### Fontaines
| Œuvre                 | Auteur       | Commune  | Localisation                                                                             | Notes                                                                                  | Installation | Coordonnées    | Illustration          |
| --------------------- | ------------ | -------- | ---------------------------------------------------------------------------------------- | -------------------------------------------------------------------------------------- | ------------ | -------------- | --------------------- |
| Fontaine de la Plomée | À déterminer | Guingamp | Sur la place du centre, à l'intersection de la rue Notre Dame et de la rue Henry Kerfant | Également appelée Fontaine du Duc Pierre. Érigée[Où ?] au XVe siècle. Classé MH (1902) | 1588         | à géolocaliser | Fontaine de la Plomée |

### Peintures murales
| Œuvre                               | Auteur        | Commune       | Localisation                                                                 | Notes | Installation | Coordonnées                        | Illustration    |
| ----------------------------------- | ------------- | ------------- | ---------------------------------------------------------------------------- | ----- | ------------ | ---------------------------------- | --------------- |
| Sans titre                          | Paule Adeline | Kermoroc'h    | Au bord de la RD 8, sur le château d'eau                                     |       | À déterminer | 48° 37′ 27″ nord, 3° 11′ 07″ ouest | Image manquante |
| Sans titre                          | Paule Adeline | Pabu          | Intersection de la rue Pierre Loti et de la rue Balzac, sur le château d'eau |       | À déterminer | 48° 34′ 20″ nord, 3° 08′ 19″ ouest | Image manquante |
| Sans titre                          | Paule Adeline | Pabu          | Rue Jean Louis Martin, sur le réservoir d'eau                                |       | À déterminer | 48° 34′ 07″ nord, 3° 08′ 29″ ouest | Image manquante |
| Le cycle de l'eau - La distribution | Paule Adeline | Plouisy       | Au lieu-dit « Guen Léo », sur le château d'eau                               |       | À déterminer | 48° 35′ 09″ nord, 3° 11′ 58″ ouest | Image manquante |
| Sans titre                          | Paule Adeline | Ploumagoar    | Au lieu-dit « Rumorvezen », sur le château d'eau                             |       | À déterminer | 48° 31′ 44″ nord, 3° 04′ 37″ ouest | Image manquante |
| Sans titre                          | Paule Adeline | Ploumagoar    | Rue du Château d'Eau (RD 5), sur le château d'eau                            |       | À déterminer | 48° 31′ 51″ nord, 3° 07′ 56″ ouest | Image manquante |
| Le cycle de l'eau                   | Paule Adeline | Ploumagoar    | Au lieu-dit « Rumorvezen », sur le réservoir d'eau                           |       | À déterminer | 48° 31′ 36″ nord, 3° 05′ 11″ ouest | Image manquante |
| Le cycle de l'eau - La décantation  | Paule Adeline | Saint-Agathon | Au lieu-dit « Palinaizou », sur le château d'eau                             |       | À déterminer | 48° 33′ 48″ nord, 3° 06′ 06″ ouest | Image manquante |
| Sans titre                          | Paule Adeline | Saint-Laurent | Sur le château d'eau                                                         |       | À déterminer | 48° 36′ 35″ nord, 3° 16′ 25″ ouest | Image manquante |
| Sans titre                          | Paule Adeline | Tréglamus     | Sur le réservoir d'eau                                                       |       | À déterminer | 48° 32′ 45″ nord, 3° 13′ 36″ ouest | Image manquante |

### Œuvres disparues ou retirées
| Œuvre                                              | Auteur                    | Commune           | Localisation                                                                    | Notes | Installation | Coordonnées    | Illustration |
| -------------------------------------------------- | ------------------------- | ----------------- | ------------------------------------------------------------------------------- | --- | ------------ | -------------- | --- |
| Statue de Bertrand du Guesclin                     | Dominique Molknecht       | Broons            | À déterminer                                                                    | Représentait Bertrand du Guesclin. Érigée en 1823 sur la place Duguesclin à Dinan. Pour ériger la statue équestre de du Guesclin réalisée par Emmanuel Frémiet, elle est retirée en 1902, offerte à Broons et érigée sur la place du Champ Clos. Progressivement dégradée par les intempéries, amputée de son bras gauche, elle est retirée en 1973 et remisée dans un hangar municipal. | À déterminer | à géolocaliser | Statue de Bertrand du Guesclin« Monument à Duguesclin à Dinan », sur À nos grands hommes |
| Statue de Bertrand du Guesclin                     | Francis Guinard           | Broons            | Sur la place du Champ Clos                                                      | Représentait Bertrand du Guesclin. Remplace la statue offerte par Dinan réalisée par Dominique Molknecht érigée en 1902 et retirée en 1973. Dynamitée et détruite le 9 février 1977 par le front de libération de la Bretagne. Ne subsiste que la tête qui est conservée dans l'hôtel de ville.                                                                                          | 1976         | à géolocaliser | Image manquante |
| Buste de la République,                            | Jean-Antoine Injalbert    | Guingamp          | Sur la place de la République                                                   | Érigé sur la place du Vally en 1909. Fondu sous le régime de Vichy, dans le cadre de la mobilisation des métaux non ferreux. Un buste de remplacement en plâtre est installé[Quand ?]. Il est progressivement dégradé par les intempéries. Le monument est retiré en 1983. | 1924         | à géolocaliser | Image manquante |
| Buste d'Alfred de Courcy,                          | Jean Boucher              | Paimpol           | Sur le quai Pierre Loti                                                         | Représentait Alfred de Courcy. Fondu sous le régime de Vichy, dans le cadre de la mobilisation des métaux non ferreux. Le piédestal resté vide est retiré[Quand ?]. | 1905         | à géolocaliser | Image manquante |
| Buste de l'ingénieur Charles Cotard                | Henri Varenne             | Pléneuf-Val-André | En face de la plage                                                             | Représente Charles Cotard. Retiré[Quand ?] et installé dans le hall d'entrée de la salle polyvalente du Guémadeuc. | 1905         | à géolocaliser | Image manquante |
| Statue de Jean-François-Pierre Poulain de Corbion, | Pierre-Marie-François Ogé | Saint-Brieuc      | Sur la place de la préfecture, renommée place du général de Gaulle par la suite | Représentait Jean-François-Pierre Poulain de Corbion. Fondue sous le régime de Vichy, dans le cadre de la mobilisation des métaux non ferreux. | 1889         | à géolocaliser | Statue de Jean-François-Pierre Poulain de Corbion« Monument à Jean-François Poulain-Corbion à Saint-Brieuc », sur À nos grands hommes,« Monument à Jean-François Poulain-Corbion à Saint-Brieuc », sur e-monumen |
| Statue de Bertrand du Guesclin                     | Henri-Hamilton Barrême    | Saint-Brieuc      | Sur la place Du Guesclin                                                        | Représente Bertrand du Guesclin. Progressivement dégradée par les intempéries elle est retirée en 1904 et abritée dans le musée. | 1823         | à géolocaliser | Statue de Bertrand du Guesclin« Monument à Duguesclin à Saint-Brieuc », sur À nos grands hommes |